# Євтушенко Анатолій Миколайович
Анатолій Миколайович Євтушенко (1 вересня 1934, Горлівка, Донецька область, Українська РСР) — український та російський радянський гандболіст та тренер з гандболу. Заслужений тренер СРСР. Понад 20 років очолював чоловічу збірну СРСР із гандболу, двічі привівши її до золота Олімпійських ігор (1976, 1988), а також одного разу — до золота чемпіонату світу (1982).

## Життєпис

### Кар'єра гравця
Як гравець був чемпіоном СРСР і двічі — срібним призером. Майстер спорту СРСР.

### Кар'єра тренера

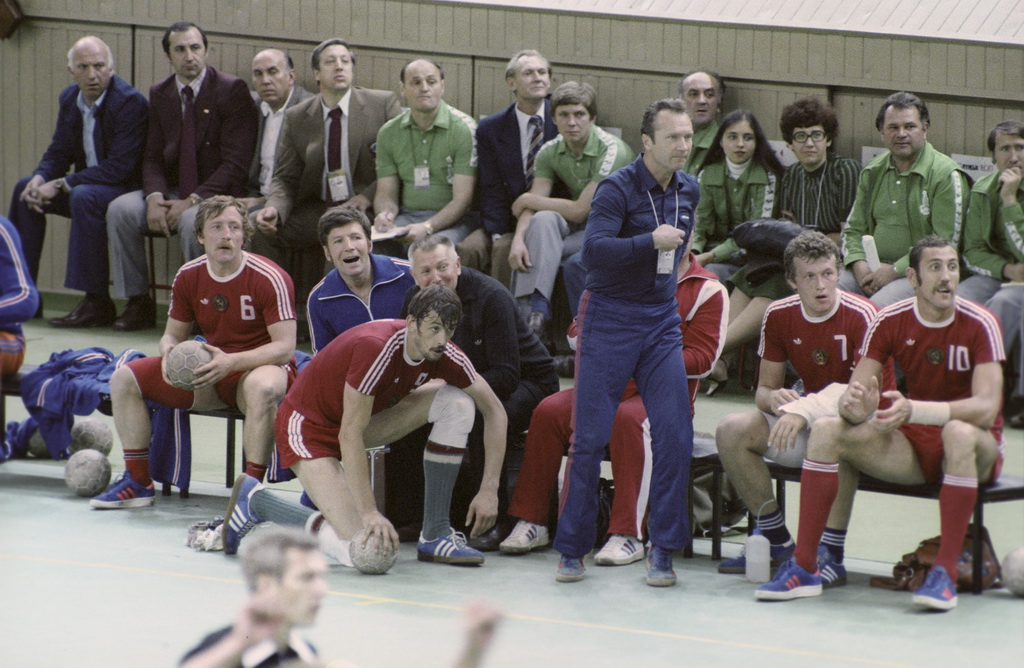
Євтушенко керує збірною СРСР у грі проти Румунії на Олімпійських іграх 1980 року

Як тренер «МАІ» 6 разів (1968, 1970, 1971, 1972, 1974, 1975) приводив клуб до чемпіонства, 7 разів (1969, 1973, 1976, 1977, 1978, 1979, 1987) — до бронзи.
1968 року студентська збірна СРСР під керівництвом Євтушенка стала чемпіоном світу.
У 1969—1990 роках очолював збірну СРСР, яка під його керівництвом країни стала олімпійським чемпіоном Монреаля-1976 та Сеула-1988, срібним призером Олімпіади 1980 року. Збірна СРСР, яку очолював Євтушенко, також ставала чемпіоном світу 1982 року та срібним призером чемпіонату світу 1978 року та чемпіонату світу 1990 року.
Автор книги «З м'ячем у руці» (1986).
Борис Акбашев, який працював з ним у парі на Олімпіаді в Мюнхені, стверджував, що Анатолій Миколайович ніколи не розумів гандбол і міг тренувати тільки московські команди  .

### Після 1990 року
Після розпаду СРСР працював у Німеччині з клубом «Мільбертсгофен» у сезоні 1992/93. Євтушенко привів команду до срібла національної першості та вивів її у фінал Кубка ІГФ.
Працюючи в Кувейті, він привів місцеву чоловічу збірну країни до перемоги на чемпіонаті Азії та здобуття путівки на Олімпіаду-1996.
В Австрії він працював з клубом «Гіпо Нідеростеррайх» та жіночою збірною країни.

## Нагороди
У 1976 році він отримав звання "Заслужений тренер СРСР", тоді ж був нагороджений золотою медаллю союзного спорткомітету "Найкращому тренеру країни". Тренер Євтушенко має вчений ступінь кандидата педагогічних наук.